# Rábay László
Rábay László (1928 – 2006. október 14.) labdarúgó, fedezet, edző.

## Pályafutása
A Goldberger csapatában kezdte a labdarúgást. Az élvonalban 1949. február 19-én mutatkozott be a Vasas ellen, ahol csapata 7–0-s vereséget szenvedett. 1951 és 1953 között a Szegedi Honvéd labdarúgója volt. 1954 és 1961 között a Szegedi EAC együttesében játszott. Összesen 108 első osztályú bajnoki mérkőzésen lépett pályára és kilenc gólt szerzett. Az aktív labdarúgást a Szegedi VSE csapatában fejezte be.
Edzői pályafutását a Szegedi VSE-nél kezdte. 1964-től a Szegedi EAC edzője lett. Három alkalommal volt a csapat vezetőedzője (1968–68, 1970-ősz, 1975-ősz). 1972-ben, 1978-ban, majd 1984-ben a Szegedi VSE trénere lett. 1980 nyarán átvette  a Szegedi Dózsa csapatának irányítását.

## Sikerei, díjai
- Magyar bajnokság
  - 8.: 1953